# Wydad Athletic Club (natation)
Vous pouvez aider à l'améliorer ou bien discuter des problèmes sur sa page de discussion.
- Il n'est pas vérifiable et peut contenir des informations totalement erronées. Il est fortement conseillé aux contributeurs d'étayer son contenu par des sources fiables. Sans cela, sa suppression pourrait être envisagée. (si vous venez d'apposer le bandeau, veuillez cliquer sur ce lien pour créer la discussion et en afficher les indications). (Marqué depuis août 2025)
- Il peut contenir un travail inédit ou des déclarations non vérifiées. Vous pouvez l’améliorer en ajoutant des références. (Marqué depuis août 2025)

- Archive Wikiwix
- Bing
- Cairn
- DuckDuckGo
- E. Universalis
- Gallica
- Google
- G. Books
- G. News
- G. Scholar
- Persée
- Qwant
- (zh) Baidu
- (ru) Yandex
- (wd) trouver des œuvres sur Wikidata

Vous pouvez aider à l'améliorer ou bien discuter des problèmes sur sa page de discussion.
- Son admissibilité est à vérifier. Motif : manque de sources, de références, TI. Le club de natation sujet de cet article n'est uniquement dans une référence ici. Rien de notable ailleurs. Énormément de données chiffrées invérifiables. Vous êtes invité à le compléter pour expliciter son admissibilité, en y apportant des sources secondaires de qualité. (Marqué depuis août 2025)
- Il ne cite pas suffisamment ses sources. Vous pouvez indiquer les passages à sourcer avec {{référence nécessaire}} ou {{Référence souhaitée}}, et inclure les références utiles en les liant aux notes de bas de page. (Marqué depuis août 2025)
- Son texte doit être wikifié : il ne correspond pas à la mise en forme Wikipédia (style, typographie, liens internes, liens entre les wikis, etc.). (Marqué depuis août 2025)

- Archive Wikiwix
- Bing
- Cairn
- DuckDuckGo
- E. Universalis
- Gallica
- Google
- G. Books
- G. News
- G. Scholar
- Persée
- Qwant
- (zh) Baidu
- (ru) Yandex
- (wd) trouver des œuvres sur Wikidata

Pour les articles homonymes, voir Wydad Athletic Club.
Le Wydad Athletic Club est un club sportif professionnel marocain omnisports fondé le 8 mai 1937, basé à Casablanca et à portée nationale et internationale. Sa section de natation, dont l'équipe de water-polo, fut la 1re, créée le 8 mai 1937, sous l'impulsion de Mohamed Benjelloun Touimi, président-fondateur du club et membre à vie du comité international olympique (CIO).
Considéré meilleur club au Maroc et l'un des meilleurs clubs en Afrique de tous les temps, le WAC est recordman de toutes les compétitions nationaux, dont il est en water-polo : 35 fois Champion du Maroc, 30 fois vainqueur de la Coupe du Trône et 6 fois détenteur de la Supercoupe; sachant qu'il a réaliser le doublée internationale : Championnat d'Afrique du Nord au tremplin et une Coupe de l'Amitié Nord-Africaine de water-polo.

## Histoire
La création du Wydad fut difficile à l'époque et se trouve dans la résistance à l'oppression du protectorat français au Maroc, durant cette époque le port de Casablanca était entouré de plusieurs piscines et pour y accéder il fallait faire partie d'un club qui étaient tous dirigés par des européens. 
À partir de la saison 1935/1936, plusieurs marocains musulmans et juifs purent adhérer à ces clubs. Mais le nombre de Marocains augmenta rapidement ce qui a inquiété les autorités françaises qui renvoyèrent les « indigènes » des clubs. C'est après cet événement qu'est venue l'idée de créer un club marocain. Mais ce ne fut pas facile car après plusieurs demandes aux autorités françaises pour la création du club, demandes qui furent chaque fois sans réponse, les Benjellouns, les futurs présidents du Wydad décidèrent de contacter l'association franco-marocaine et c'est là que le résident général Nogues intervint personnellement pour autoriser la création du Wydad. Ainsi fut créé le Wydad Athletic Club le 8 mai 1937. 
La première section du club fut celle de natation dont la 1re équipe du club fut celle de water-polo et après une proposition du président-fondateur du WAC, feu haj Mohamed Benjelloun Touimi, il fut décidé de créer plusieurs autres sections, le basket-ball le 3 août 1938, puis le football le 19 juin 1939... etc.
De son prestige, le WAC a dû participer pour la 1re fois de son histoire aux compétitions locaux au mois du juin 1937, dont son équipe avait joué son premier match officiel le 6 juin, rencontre comptant pour la 1re journée du championnat marocaine (deuxième série), soldé par une victoire des rouges devant l'AS Settat, 5-3. Le 13 juin, le WAC remportera son premier titre, sacré vainqueur de la coupe de la ligue du chaouïa. Au même mois, le 25, Ahmed Yamani a dû remporter le 1er titre de natation.
Champion du Maroc de natation aussi plusieurs fois dont par exemple le sacre des saisons 1976/1977, 1977/1978, 2013/2014 ou même le tout dernier lors de cette saison (2023/2024) après 20 ans d'absence, le WAC était toujours présent au podium grâce a ses nageurs, dont par exemple feu Ahmed Yamani, réalisateur du titre du championnat marocaine (200 mètres), le 22 août 1937; ou même bien feu Larbi qui était sacré champion du Maroc (plongeons au tremplin), le 15 août 1948; ainsi qu'au feu Tari, sacré aussi champion du Maroc (plongeons au tremplin), le 9 juillet 1950... etc.
Résultats historiques
Historiquement, le WAC a dû remporter pleins des titres internationaux grâce à ses nageurs et nageuses, dont par exemple :
- Championnat Arabe (Dames 100 PAP) :
  - Champion : 2021

- Championnat Arabe (Dames 50m crawl) :
  - Médaille d'Argent : 2024

- Championnat Arabe (Dames relais 4x100m nage libre mixte) :
  - Médaille de Bronze : 2024

## Palmarès

### Natation
| Compétitions nationales | Compétitions internationales |
| --- | --- |
| - Championnat du Maroc : - Champion : 1977, 1978, 2014, 2024 - Championnat du Maroc (200 mètres brasse) : - Champion : 1937 - Championnat du Maroc (plongeons au tremplin) : - Champion : 1948, 1950 | - Championnat d'Afrique du Nord (plongeons au tremplin) : - Champion : 1948 - Championnat Arabe (Dames 100 PAP) : - Champion : 2021 - Championnat Arabe (Dames 50m crawl) : - Médaille d'Argent : 2024 - Championnat Arabe (Dames relais 4x100m nage libre mixte) : - Médaille de Bronze : 2024 |

### Water-polo
Palmarès de la 1re équipe
| Compétitions nationales | Compétitions internationales                                     |
| --- | ---------------------------------------------------------------- |
| - Botola Pro (35) Record - Champion : 1957, 1958, 1959, 1960, 1969, 1970, 1971, 1972, 1973, 1974, 1975, 1976, 1977, 1978, 1979, 1980, 1981, 1982, 1983, 1984, 1991, 1992, 1993, 1994, 2002, 2003, 2007, 2008, 2011, 2014, 2015, 2018, 2019, 2024, 2025 - Vice-champion : 1939, 1941, 1948, 1961, 2009, 2010, 2012, 2013, 2017, 2022, 2023 - Coupe du Trône (30) Record - Vainqueur : 1957, 1972, 1973, 1974, 1975, 1976, 1977, 1978, 1979, 1980, 1981, 1982, 1983, 1984, 1994, 2000, 2002, 2005, 2007, 2008, 2009, 2010, 2012, 2013, 2015, 2018, 2019, 2023, 2024, 2025 - Finaliste : 2006, 2011, 2014, 2017 - Supercoupe du Maroc (6) Record - Vainqueur : 1974, 1976, 2007, 2011, 2014, 2024 - Botola D1 (2) - Champion : 1937, 1940 - Coupe de la Ligue du Chaouïa (1) - Vainqueur : 1937 - Championnat de la Ligue du Chaouïa (1) - Champion : 1937 | - Supercoupe de l'ULNA (1) - Vainqueur : 1938 - Finaliste : 1937 |

Palmarès des autres catégories
| Compétitions nationales                         | Compétitions internationales |
| ----------------------------------------------- | ---------------------------- |
| - Championnat du Maroc U-16 : - Champion : 2025 |                              |

## Statistiques
Durant l'histoire du WAC :
- Mansour Badri est le joueur le plus capé avec 528 rencontres.
- Badreddine Bouchouirab est le meilleur buteur avec 337 buts.

Le 23 mai 1937 les nageurs du WAC participent pour la première fois à une compétition, au sein de la Botola de Natation 100 m, en terminant à la 5e et 7e place.
L'équipe de Water-polo joue son premier match le 6 juin 1937 dans le cadre de la première journée de la Botola (Pré-honneur) contre l'AS Settat dont les rouges ont gagné par 5-3.
Le 12 juin 1938, le WAC perd son match contre le CN Rabat sur le score de 8 buts à 4. Le 31 juillet 1938 à Mazagan, le WAC va gagner son match de 8e de finale de la coupe du Maroc contre l'AN Mazagan (9-2), et affronte le CVA Rabat à Rabat en quart de finale.
Le 2 juillet 1940, le WAC bat l'ASPTT Casablancais par 8-0.
L'effectif du WAC en 1940 : Barchilon, Moulin, Yamani, Sebti, Hayat, Yfrah et Chraïbi.
Le 21 juillet 1940, le WAC bat le SCC Roches Noires par 7-1, Sebti a marqué 5 buts, Chraïbi 1 et Hayat 1.
Le 28 juillet 1940, lors de la demi-finale de la Coupe du Maroc, le WAC perd contre le RC Marocaine par 0-5.
En fin de saison le WAC va être champion du Maroc de la division Pré-honneur et monte en division d'excellence.
Le 22 juin 1941, le WAC bat le Racing de Casablanca par 3-2 au sein de la Botola Pro.
Le 29 juin 941, le WAC bat le CVA Rabat 8-2 en Coupe du Maroc.
Le 10 août 1941, le WAC bat le CN de Rabat 3-2 dans de la Coupe Paillas.
Le 7 novembre 1941, en demi-finale de la Coupe du Maroc, le WAC à Fès bat l'US de Fès par 5-3.
Le 14 novembre 1941, le WAC perd la finale de la Coupe du Maroc de Water-polo contre le CNA de Casablnaca sur le score de 6-0.
Le 20 juin 1942, le WAC bat le RUC 4-2 au sein de la Botola Pro.
Le 5 juillet 1942, l'équipe (B) perd contre le Stade Marocain par 6-1 dans la Coupe Paillas.
Le 30 août 1942, l'équipe (B) bat le RU Casablancais  4-0.
Il a fallu attendre jusqu'à la saison 1956/57 pour voir le WAC champion du Maroc pour la 1re fois de son histoire.
Le 21 septembre 2014 lors du derby (match aller) Casablancais au sein de la Botola Pro, le WAC s'impose face au Raja 6-4. Au maych retour, comptent pour le 24 juillet 2014 Raja ne s'est pas déplacée, et de ce fait le WAC obtenant la victoire par forfait.
Le 5 avril 2018, le WAC bat l'AD Marocaine par 15-5 au sein de la Botola Pro.
Le 12 avril 2018, le WAC bat le Raja lors du derby 14-3.
2 jours après, le 14 avril 2018 le WAC bat le SN de Fès 20-2.
Le 15 juin 2018, lors du match retour du derby Casablancais, le WAC bat le Raja 18-3.
Le 30 juin 2018, le WAC bat l'AD Marocaine  13-3 et se qualifie en finale de la Coupe du Maroc.
Le 11 juillet 2018, le WAC bat l'USC Marocaine 5-4 lors de la dernière journée du championnat du Maroc et est sacré champion du Maroc. Dix jours après, justement le 21 juillet 2018, le WAC bat l'USCM lors de la finale de la Coupe du Maroc et est réalisé le doublé national.